# Stefanie Luiken
Stefanie Lucia Mariëlle Luiken (Nimega, 16 de mayo de 1985) es una deportista neerlandesa que compitió en natación.
Ganó una medalla de bronce en el Campeonato Europeo de Natación de 2004, en la prueba de 4 × 100 m estilos. Participó en los Juegos Olímpicos de Atenas 2004, ocupando el sexto lugar en la misma prueba.

## Palmarés internacional
| Campeonato Europeo | Campeonato Europeo | Campeonato Europeo | Campeonato Europeo |
| Año                | Lugar              | Medalla            | Prueba             |
| ------------------ | ------------------ | ------------------ | ------------------ |
| 2004               | Madrid (España)    | Medalla de bronce  | 4 × 100 m estilos  |